# Хаванген
Хаванген (њем. Hawangen) општина је у њемачкој савезној држави Баварска. Једно је од 52 општинска средишта округа Унтералгој. Према процјени из 2010. у општини је живјело 1.251 становника. Посједује регионалну шифру (AGS) 9778149.

## Географски и демографски подаци
Хаванген се налази у савезној држави Баварска у округу Унтералгој. Општина се налази на надморској висини од 637 метара. Површина општине износи 14,5 km². У самом мјесту је, према процјени из 2010. године, живјело 1.251 становника. Просјечна густина становништва износи 86 становника/km².